# 大村市立中央小学校
大村市立中央小学校（おおむらしりつ ちゅうおうしょうがっこう、Omura City Chuo Elementary School）は、長崎県大村市松並一丁目にある公立小学校。略称「中央小」（ちゅうおうしょう）。

## 概要
歴史
太平洋戦争中の1945年（昭和20年）7月の空襲で焼失した桜馬場国民学校の戦災復興校として1949年（昭和24年）に開校した。
校歌
作詞は原田真市、作曲は辻田和徳による。歌詞は3番まであり、3番に校名の「中央」が登場する。
校区
大村市古町二丁目（古町住宅、古町五区、古町6区）、植松一丁目、植松二丁目、植松三丁目、西大村本町、松並一丁目、杭出津一丁目（新城を除く）、杭出津二丁目（杭出津3区、杭出津4区、辻田を除く）、杭出津三丁目。中学校区は大村市立西大村中学校区。

## 沿革
- 1949年（昭和24年）
  - 4月1日 - 大村市乾馬場郷の第二十一海軍航空廠工員宿舎跡に「大村市立中央小学校」（現校名）が創立。初代校長には中村房雄が就任。
  - 4月7日 - 始業式を挙行。
    - 校区が改定され、大村市立西大村小学校・大村市立三城小学校より一部の児童が転入。児童総数935名（18学級）、教員24名。
    - 第二十一海軍航空廠工員宿舎の大半を大村市立西大村中学校が使用していたため、隣接の長崎県立長崎工業高等学校[2]宿舎のうちの1棟と大村市立西大村小学校の北校舎を仮校舎とする。
- 1950年（昭和25年）1月25日 - 海軍航空廠工員宿舎跡を使用していた西大村中学校が移転したため、西大村小学校の仮校舎を解消し、本校舎に移転完了。
- 1952年（昭和27年）6月 - 校舎2棟を西大村中学校に提供することになり、2～4年生までの児童を西大村小学校の北校舎・東校舎を第二校舎（仮校舎）に収容。
  - 西大村中学校の新校舎を警察予備隊の大村駐留、長崎大学学芸学部[3]に一時提供することになったため。
- 1953年（昭和28年）4月4日 - 長崎大学学芸学部の長崎市移転に伴い、西大村小学校第二校舎の仮校舎使用を解消し、全児童が本校舎に復帰。
- 1955年（昭和30年）4月20日 - 木造校舎6教室が完成。
- 1960年（昭和35年）
  - 5月2日 - 鉄筋コンクリート造の西校舎（6教室）が完成。
  - 5月15日 - 鉄筋コンクリート造の北校舎（6敦室）が完成。
- 1962年（昭和37年）3月30日 - 鉄筋コンクリート造の本館校舎が完成。
- 1963年（昭和38年）
  - 4月1日 - 校舎4教室が完成。
  - 8月4日 - プールが完成。
- 1966年（昭和41年）11月28日 - 給食調理室が完成。
- 1970年（昭和45年）3月14日 - 東校舎（6教室）が完成。
- 1973年（昭和48年）3月6日 - 北校舎を増築。
- 1974年（昭和49年）3月31日 - 体育館が完成。
- 1977年（昭和52年）4月 - 給食の調理が新設の中地区学校給食共同調理場で行われるようになる。
- 1978年（昭和53年）
  - 4月1日 - 大村市立放虎原小学校が分離・独立。木造2階6教室（1966年（昭和30年）完成）を解体。
  - 9月21日 - 校舎大改修工事を完了。
- 1988年（昭和63年）9月 - 校舎の大規模改造工事を実施。
- 1997年（平成9年）9月 - 体育館の大規模改造工事を実施。
- 1998年（平成10年）1月 - 教育用コンピューターが導入される。
- 2006年（平成18年）4月 - 市立の小中学校で二学期制が導入される。
- 2009年（平成21年）11月 - 校舎と体育館の耐震補強工事を実施。
- 2010年（平成22年）
  - 5月 - 放課後子ども教室を開設。
  - 11月 - 太陽光パネルが設置される。
- 2013年（平成25年）8月 - 大村市内の学校給食共同調理場が統合され、大村市小学校給食センターが新設される。 
  - これにより、市立小学校すべての給食が1ヶ所で調理されることとなった。

## アクセス
最寄りの鉄道駅
- JR大村線　諏訪駅

最寄りのバス停
- 県営バス　中央町バス停

最寄りの国道・県道
- 国道34号　大村駅入口交差点

## 周辺
- 大村市役所西大村出張所
- 大村市立西大村中学校
- 大村市立西大村小学校
- 大村市立西大村幼稚園
- 大村市立中央保育所
- 陸上自衛隊大村駐屯地
- ハローワーク大村公共職業安定所
- 本経寺
- 大村相撲協会

## 参考資料
- 「大村市史　下巻」（1961年（昭和36年）2月11日発行, 大村市役所）

## 関連事項
- 長崎県小学校一覧